# Havajské prázdniny
Havajské prázdniny (v anglickém originále Hawaiian Vacation) je americký animovaný film z roku 2011. Režisérem filmu je Gary Rydstrom. Hlavní role ve filmu ztvárnili Jodi Benson, Michael Keaton, Tom Hanks, Tim Allen a Joan Cusack.

## Obsazení
| Jodi Benson    | Barbie       |
| Michael Keaton | Ken          |
| Tom Hanks      | Woody        |
| Tim Allen      | Buzz         |
| Joan Cusack    | Jessie       |
| Don Rickles    | Brambůrek    |
| Estelle Harris | Brambůrková  |
| Wallace Shawn  | Rex          |
| Timothy Dalton | Pricklepants |
| Bonnie Hunt    | Dolly        |